# Santuário Dom Bosco
O Santuário Dom Bosco, também chamado pelo nome oficial, Santuário São João Bosco, é uma igreja católica de Brasília, dedicada ao segundo padroeiro da cidade, São João Bosco, o Dom Bosco, que teria profetizado a existência da capital brasileira no século XIX durante um sonho. É administrada pela Congregação Salesiana e fica localizada na Asa Sul. É um dos templos religiosos mais conhecidos da cidade, e apesar do nome, só se tornou oficialmente um santuário desde 2017.  
Foi projetada pelo arquiteto Carlos Alberto Naves e é especialmente famosa por seus vitrais, recebendo milhares de turistas por ano e tendo sido considerada uma das Sete Maravilhas do Patrimônio Cultural de Brasília. A criação da igreja foi iniciativa dos Salesianos com parceria do Governo Federal. Sob a inspiração do sonho de Dom Bosco com Brasília, também foi erguida uma pequena ermida de frente ao Lago Paranoá, a Ermida Dom Bosco.   

## Antecedentes

### O sonho de Dom Bosco
Giovanni Melchior Bosco, mais conhecido como Dom Bosco, santo católico e fundador da Pia Sociedade São Francisco de Sales, a Congregação Salesiana, se tornou padroeiro de Brasília devido ao relato de um sonho de agosto de 1883, que foi associado a fundação da cidade. Neste sonho, Dom Bosco fazia uma viagem à América do Sul, passando por várias regiões entre a Colômbia e o sul da Argentina, vislumbrando povos e riquezas. Ele nunca esteve no continente.

O trecho que se referiria a Brasília do sonho profético está presente no livro Memórias Biográficas de São João Bosco, escrito pelo assistente do santo, o padre Lemoyne, e foi colocado na Ermida Dom Bosco:
| “                                       | Entre os paralelos 15º e 20º havia um leito muito extenso, que partia de um ponto onde se formava um lago. Então, uma voz disse repetidamente: 'Quando escavarem as minas escondidas no meio destes montes, aparecerá aqui a grande civilização, a terra prometida, onde jorrará leite e mel. Será uma riqueza inconcebível. | ” |
| — Giovanni Melchior Bosco, o Dom Bosco. | |   |

Esse trecho específico passou a ser associado com Brasília, que ficaria, no futuro, dentro da área descrita e na margem de um lago, o Paranoá.
A ordem dos Salesianos foi a primeira a chegar na cidade, ainda durante sua construção, em 1956, e logo trataria de construir uma sede própria.

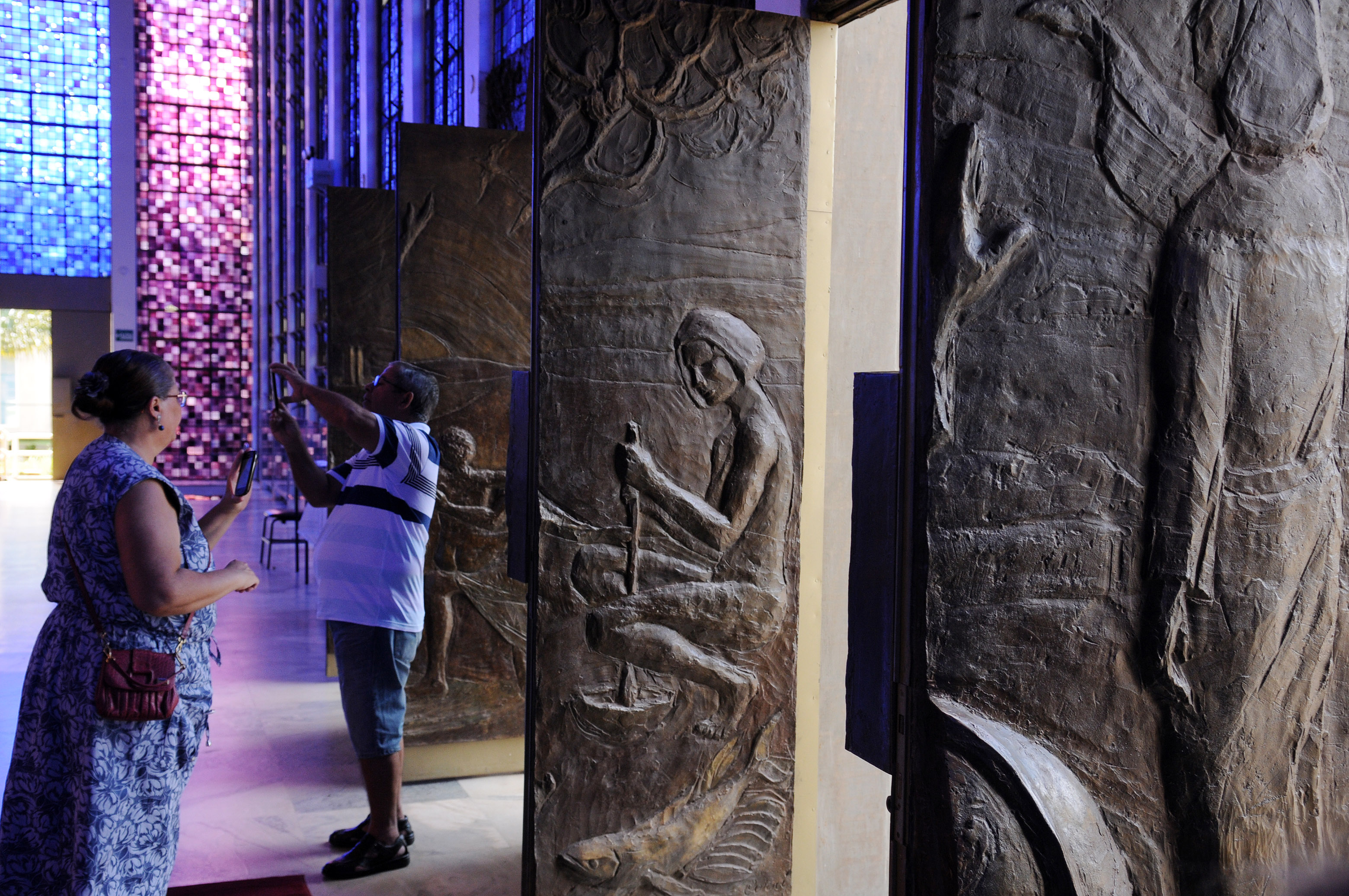
Os baixos-relevos nas portas.

## Arquitetura

### Construção
A construção foi iniciada em 1963 e foi terminada em 23 de maio de 1970. Foi construído por Salesianos da Inspetoria São João Bosco. Foi projetada pelo arquiteto Carlos Alberto Naves seguindo preceitos da arquitetura moderna, tal qual boa parte da cidade, mas com formas nas aberturas que remetem ao gótico.

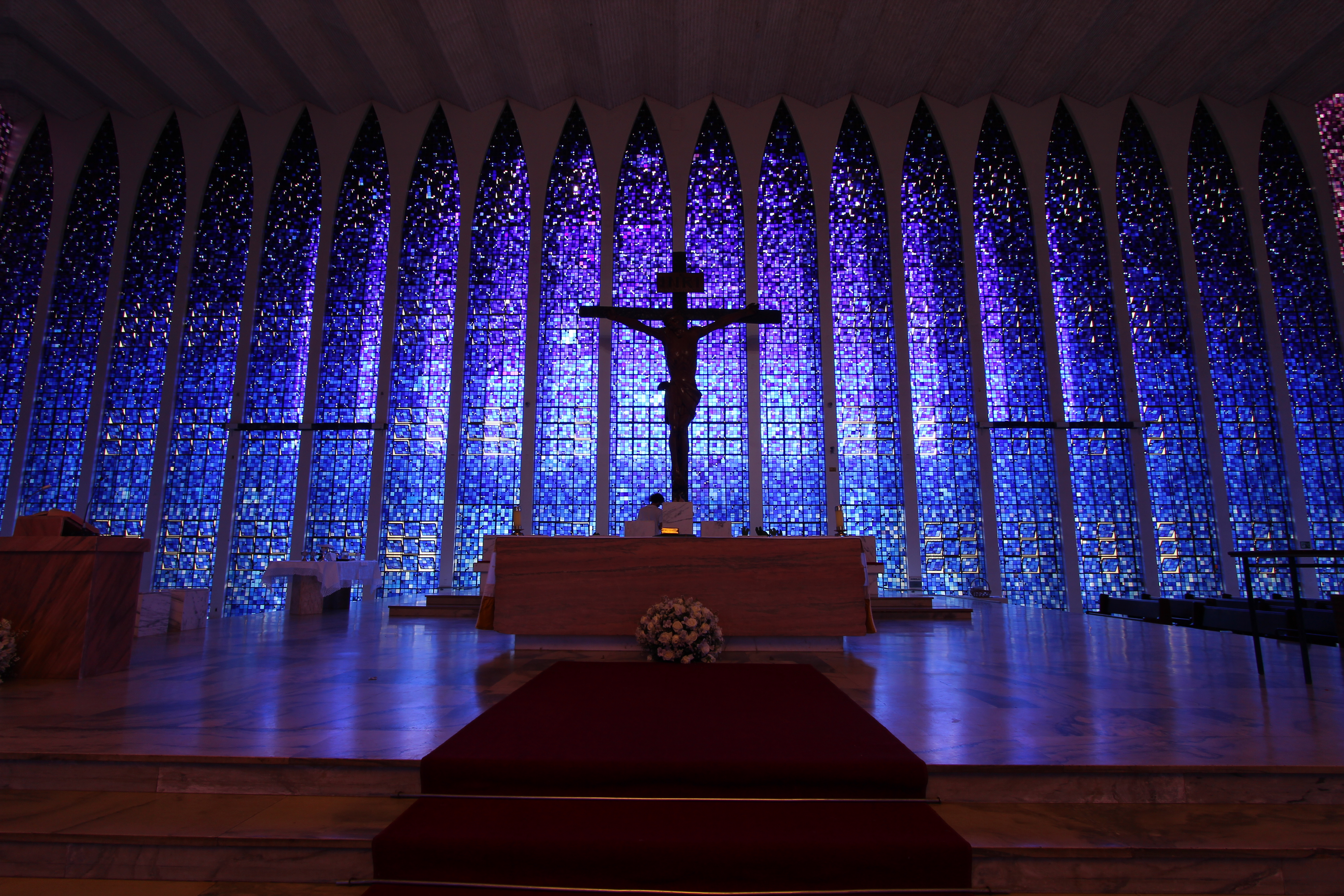
O altar.

### Características
O Santuário tem oitenta colunas de dezesseis metros, entre os quais ficam os famosos vitrais em doze tonalidades de azul. Os vitrais foram criados pelo artista belga Hubert Van Doorne. Os vitrais nunca passaram por restauração e tendo mais de cinquenta anos, cerca de 20% dos vitrais estão danificados. Recentemente a igreja iniciou uma campanha de arrecadação de fundos para a restauração completa dos vitrais.
Portas de ferro e bronze, divididas em três conjuntos de quatro, tem momentos da vida de Dom Bosco gravados em baixo-relevo nas laterais e uma representação do sonho profético com Brasília na fachada frontal. As portas e também o painel em bronze na pia batismal e a pintura em acrílico no sacrário foram feitas pelo artista Gianfrancesco Cerri. O altar é de uma única peça de mármore. As estátuas de Dom Bosco e de Nossa Senhora Auxiliadora são de mármore de carrara. Já a cruz do altar foi esculpida pelo artista Gotfredo Tralli em uma única peça de cedro.

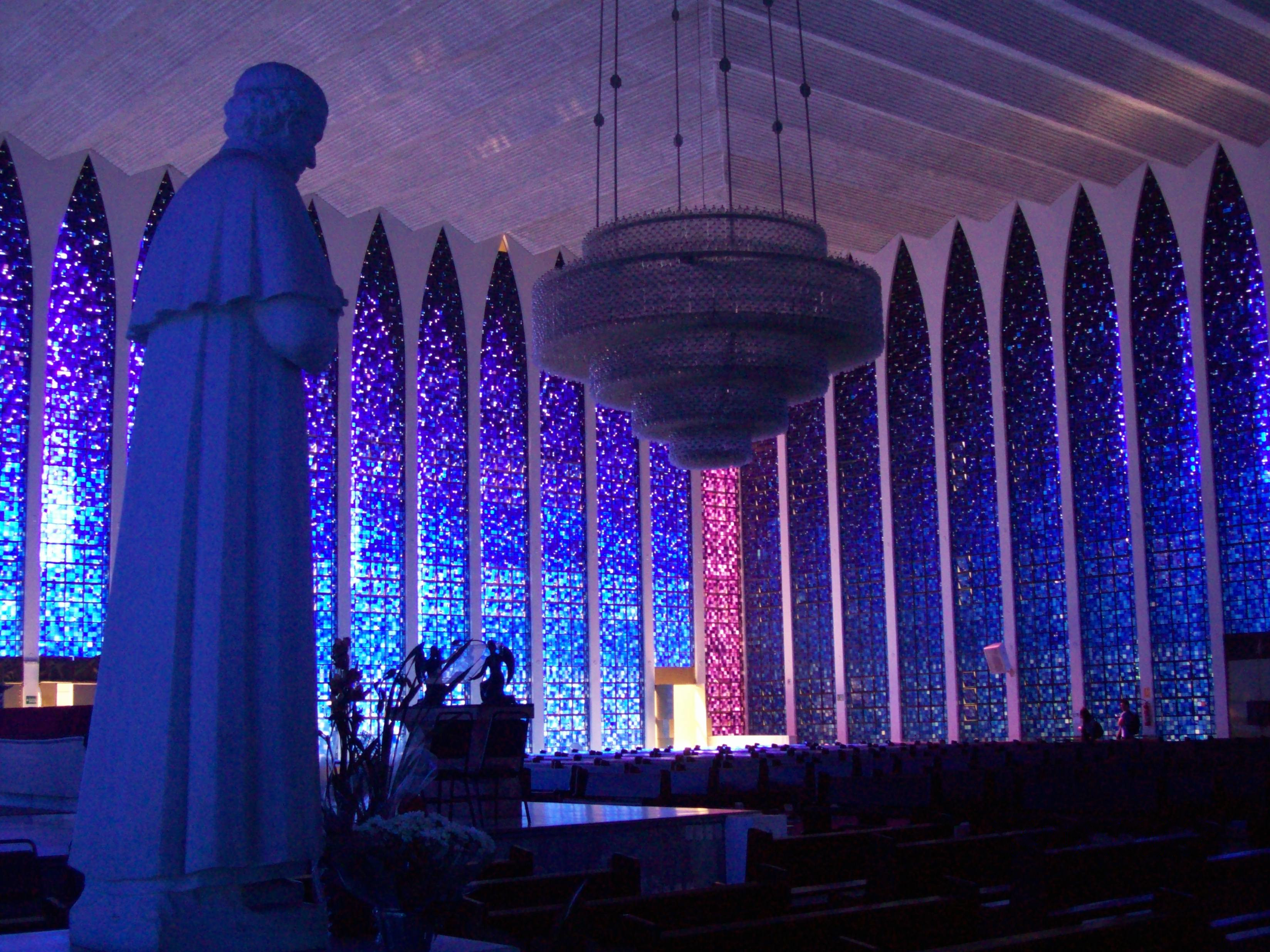
A estátua de Dom Bosco e o lustre.

Também chama atenção o lustre central, que é aceso apenas em cerimônias ou, por pouco tempo, sob pagamento. Ele pesa duas toneladas e mede três metros e meio de altura, sendo  formado por 7 400 peças de vidro  de Murano, simbolizando Jesus Cristo como "a luz do mundo". O lustre foi criado pelo arquiteto Alvimar Moreira.
Do lado de fora, o paisagismo foi projetado por Roberto Burle Marx. Uma cripta foi criada para receber a relíquia de Dom Bosco em 2017. Ela fica no subsolo, junto de uma estátua em tamanho natural do santo.
A Igreja Dom Bosco é considerada um dos templos mais bonitos da cidade, tendo sido eleito uma das sete maravilhas de Brasília em 2008 pelo Bureau Internacional de Capitais Culturais (IBOCC).

## O santuário
Apesar do nome, a Igreja não era oficialmente um Santuário até 2017, quando foi reconhecida e recebeu da Congregação Salesiana uma relíquia de Dom Bosco - um pedaço de osso do braço direito do santo, que fica na cripta. O atual reitor da paróquia é o padre Jonathan Costa.